# Golv- och takfunktionerna

Golvfunktionens graf

Takfunktionens graf

Golv- och takfunktionerna är två funktioner inom talteorin.
Värdet av golvfunktionen {\displaystyle \lfloor x\rfloor } för något reellt tal x är det största heltal som är mindre än eller lika med x (för positiva tal x ger golvfunktionen helt enkelt heltalsdelen av x).
Exempel: 
- {\displaystyle \lfloor 2{,}9\rfloor =2}
- {\displaystyle \lfloor 2\rfloor =2}
- {\displaystyle \lfloor -2{,}5\rfloor =-3}

Andra beteckningssätt är {\displaystyle \operatorname {floor} (x)} (av engelska floor ’golv’) och {\displaystyle \left[x\right]\ }
Takfunktionen {\displaystyle \lceil x\rceil } ger på motsvarande sätt det minsta heltal som är större än eller lika med x.
Exempel:
- {\displaystyle \lceil 2{,}1\rceil =3}
- {\displaystyle \lceil 2\rceil =2}
- {\displaystyle \lceil -2{,}5\rceil =-2}

Ett annat beteckningssätt är {\displaystyle \operatorname {ceil} (x)} (av engelska ceiling ’(inner)tak’).

## Egenskaper
Srinivasa Aiyangar Ramanujan presenterade följande problem i Journal of the Indian Mathematical Society.
Om n är ett positivt heltal, bevisa att
(i)     {\displaystyle \left\lfloor {\tfrac {n}{3}}\right\rfloor +\left\lfloor {\tfrac {n+2}{6}}\right\rfloor +\left\lfloor {\tfrac {n+4}{6}}\right\rfloor =\left\lfloor {\tfrac {n}{2}}\right\rfloor +\left\lfloor {\tfrac {n+3}{6}}\right\rfloor }
(ii)     {\displaystyle \left\lfloor {\tfrac {1}{2}}+{\sqrt {n+{\tfrac {1}{2}}}}\right\rfloor =\left\lfloor {\tfrac {1}{2}}+{\sqrt {n+{\tfrac {1}{4}}}}\right\rfloor }
(iii)     {\displaystyle \left\lfloor {\sqrt {n}}+{\sqrt {n+1}}\right\rfloor =\left\lfloor {\sqrt {4n+2}}\right\rfloor .}

## Användningar

### Formler för primtal
Talet n är ett primtal om och endast om
{\displaystyle \sum _{m=1}^{\infty }\left(\left\lfloor {\frac {n}{m}}\right\rfloor -\left\lfloor {\frac {n-1}{m}}\right\rfloor \right)=2.}
Låt r > 1 vara ett heltal, pn det n-te primtalet, och
{\displaystyle \alpha =\sum _{m=1}^{\infty }p_{m}r^{-m^{2}}.}
Då är
{\displaystyle p_{n}=\left\lfloor r^{n^{2}}\alpha \right\rfloor -r^{2n-1}\left\lfloor r^{(n-1)^{2}}\alpha \right\rfloor .}
Det finns ett tal θ = 1.3064... (Mills konstant) så att
{\displaystyle \left\lfloor \theta ^{3}\right\rfloor ,\left\lfloor \theta ^{9}\right\rfloor ,\left\lfloor \theta ^{27}\right\rfloor ,\dots }
är alla primtal.
Det finns även ett tal ω = 1.9287800... med egenskapen att
{\displaystyle \left\lfloor 2^{\omega }\right\rfloor ,\left\lfloor 2^{2^{\omega }}\right\rfloor ,\left\lfloor 2^{2^{2^{\omega }}}\right\rfloor ,\dots }
är alla primtal.
Om π(x) är antalet primtal mindre eller lika stora som x, får man följande formel som en enkel konsekvens av Wilsons sats:
{\displaystyle \pi (n)=\sum _{j=2}^{n}\left\lfloor {\frac {(j-1)!+1}{j}}-\left\lfloor {\frac {(j-1)!}{j}}\right\rfloor \right\rfloor .}
Om n ≥ 2, är
{\displaystyle \pi (n)=\sum _{j=2}^{n}\left\lfloor {\frac {1}{\sum _{k=2}^{j}\left\lfloor \left\lfloor {\frac {j}{k}}\right\rfloor {\frac {k}{j}}\right\rfloor }}\right\rfloor .}
Ingen av formlerna i denna sektion är dock av någon praktisk betydelse.